# Bess Meisler
Bess Meisler (Verenigde Staten) is een Amerikaanse actrice.

## Biografie
Meisler begon in 1987 met acteren in de televisieserie Hunter. Hierna heeft ze nog meerdere rollen gespeeld in televisieserie en films. Het meest bekend is ze van haar rol als Rose Zuckerman (oma van Andrea Zuckerman) in de televisieserie Beverly Hills, 90210 (1994-1995).

## Filmografie

### Films
- 2016 My Big Fat Greek Wedding 2 - als Mana-Yiayia
- 2011 The Perfect Family - als Greta Russert
- 2008 A Kiss at Midnight - als mrs. Moskovitz
- 2007 The Memory Thief – als Joanna Kauffman
- 2006 Room 6 - als Ellen
- 2003 Daddy Day Care – als oude zigeuner vrouw
- 2002 My Big Fat Greek Wedding – als Yiayia

### Televisieseries
Uitgezonderd eenmalige gastrollen.
- 1994 – 1995 Beverly Hills, 90210 – als Rose Zuckerman – 3 afl.